# 대한민국 육군대학
육군대학(陸軍大學)은 대한민국 육군의 군사 교육 기관이다. 대전광역시 유성구 자운대에 위치하고 있다.

## 역사
1947년 10월 28일에 육군대학의 전신 격인 국방경비대 육군참모학교가 설립되었지만 단 1기생만 배출한 후 1948년 3월 20일에 폐교되었고, 3년 후인 1951년 10월 28일에 육군대학이 정식 창설되었다. 2011년 12월 1일에 해군대학, 공군대학과 함께 합동군사대학교로 통폐합되었으나, 2020년 12월 1일에 다시 육군본부 예하로 환원되어 재창설되었다.

## 교과 과정
대한민국 육군의 소령 계급 이상의 장교의 지휘관으로서의 자질을 함양하는 교육 과정을 진행한다. 기본, 정규 2가지 과정이 있다. 기본과정은 제병협동전술 전문가 육성을 위해 사단급 제대 직무수행 능력 배양에 중점을 두고 전술학(사단 전술, 북한군 전술), 참모학, 전투지휘훈련 등을 위주로 하여 모든 소령급 장교를 대상으로 16주간 교육을 실시한다. 정규과정은 군사전문가 육성을 위해 군단급 이상 제대 직무수행 능력 배양에 중점을 두고 군사전략, 작전술, 야전군작전, 전술학(군단 전술, 북한군 전술), 참모학, 전쟁사 위주로 기본과정에서 성적이 우수한 자를 선발하여 33주간의 추가 교육을 실시한다.